# Hövel (Sundern)
Hövel ist mit Gut Melschede ein Ortsteil der Stadt Sundern (Sauerland) im Hochsauerlandkreis, Nordrhein-Westfalen.

## Lage
Der Ort liegt westlich der Kernstadt von Sundern (Sauerland) an der Grenze der Stadtgebiete von Sundern, Balve und Arnsberg. Durch den Ort verlaufen die Landesstraße L 544, die Kreisstraße K 1 und die Bundesstraße 229. Hövel ist ca. 3 km vom Sorpesee entfernt.

## Geschichte
Der Ort wurde erstmals in einer Urkunde von 1281 erwähnt. Die Kirche steht unter dem Schutzpatronat des hl. Sebastian und wurde 1910 erbaut. 1826 bildete sich die Schützenbruderschaft St. Sebastian Hövel, die jährlich das Schützenfest in der eigenen Schützenhalle „Haus Altenlinde“ veranstaltet. Am 30. September 1928 wurde der Gutsbezirk Melschede eingegliedert. Am 1. Januar 1975 wurde Hövel nach Sundern eingemeindet.

## Politik

### Wappen
| Wappen der ehemaligen Gemeinde Hövel | Blasonierung: In Rot auf silbernem Dreiberg eine silberne von zwei silbernen Flügeln beseitete Linde. Beschreibung: Die Linde steht für den älteren Ortsnamen "Altenlinde" (Lindinon) und der Dreiberg beziehungsweise der Hügel für den jetzigen Ortsnamen. Die Farben Rot und Silber sind dem Wappen der früher im Gemeindegebiet ansässigen Adelsfamilie von Melschede entnommen. Die amtliche Genehmigung des Wappens erfolgte am 30. November 1962. |

## Schloss Melschede
Das Schloss wurde zwischen 1659 und 1669 durch Ferdinand Freiherr von Wrede zu Melschede, Landdrost des Herzogtums Westfalen und kurfürstlicher Oberstallmeister, errichtet. Es wurde als Vierflügelanlage durch den Baumeister Bonitius aus Trier erbaut. Durch Abriss des Nordflügels um 1821 wurde das Schloss zu einer offenen Dreiflügelanlage. Nach weiteren Umbauten zwischen 1920 und 1922 wird die Anlage heute als Hotel und Restaurant genutzt.

## Sonstiges
Die Buslinie R 22 der Busverkehr Ruhr-Sieg GmbH (BRS) stellt den öffentlichen Personennahverkehr sicher.